# Crudosilis barovskii
Crudosilis barovskii es una especie de coleóptero de la familia Cantharidae.

## Distribución geográfica
Habita en la Región paleártica.